# نيكولاس سميث (لاعب كريكت)
نيكولاس سميث (6 أغسطس 1946 في نيوزيلندا - ) (بالإنجليزية: Nicholas Smith)‏ هو لاعب كريكت نيوزلندي.

## وصلات خارجية
- نيكولاس سميث على موقع إي آس بي آن كريك إنفو (الإنجليزية)